# Cornelia Ellis Hildebrandt
Cornelia Ellis Hildebrandt (* 7. September 1876 in Eau Claire, Wisconsin; † 18. März 1962 in New Canaan, Connecticut) war eine US-amerikanische Malerin, die sich auf Porträtminiaturen spezialisiert hatte. Sie gilt als eine der letzten Vertreterinnen der amerikanischen Miniaturmalerei des frühen 20. Jahrhunderts.

## Leben
Cornelia Ellis wurde 1876 in Eau Claire, Wisconsin, als Tochter von Arthur Cadwalader Ellis und Eliza Potter Ellis geboren. Sie studierte am Art Institute of Chicago und setzte ihre künstlerische Ausbildung von 1897 bis 1898 in Paris an der Académie Colarossi sowie bei Augustus Koopman und Virginia Richmond Reynolds fort. Dort lernte sie den Maler Howard Logan Hildebrandt kennen. Nach ihrer Rückkehr in die USA führte sie zunächst ein Atelier in Chicago. Am 3. September 1902 heiratete sie Howard Hildebrandt und ließ sich mit ihm in New York City nieder. Im Jahr 1912 präsentierte sie 15 Miniaturen bei einer Einzelausstellung im Worcester Art Museum. Sie war Mitglied der American Society of Miniature Painters und der National Association of Women Painters and Sculptors, wo sie mehrere Preise erhielt. In den 1930er Jahren nahm sie an Programmen der Works Progress Administration teil. Später zogen sie und ihr Mann in ihr Sommerhaus in New Canaan, Connecticut. Nach dem Tod ihres Mannes im Jahr 1958 lebte sie dort weiter und verstarb 1962 im Alter von 85 Jahren.

## Werk
Cornelia Ellis Hildebrandt  spezialisierte sich auf Porträtminiaturen, die sie in Aquarell auf Elfenbein fertigte. Ihre Arbeiten zeichnen sich durch eine präzise Detaildarstellung, zarte Farbnuancen sowie die feine Wiedergabe von Ausdruck und Charakter der Dargestellten aus. Sie zählen zu den stilprägendsten Werken der amerikanischen Miniaturmalerei jener Epoche. Im Laufe ihrer Karriere hielt sie Vorträge über dieses Genre und setzte sich für dessen Fortbestand ein.